# Equatorians a Espanya
El 2021 els equatorians a Espanya eren la tercera comunitat estrangera més important amb unes 416.323 persones. Sense comptar els qui tenen binacionalitat al gener de 2016 seria la sisena segons dades de l'Institut Nacional d'Estadística d'Espanya. En 2016 el nombre de persones equatorianes que van sol·licitar el dret al vot va ser de 168.384. Així mateix, els equatorians formen la comunitat americana més nombrosa a Espanya.
La gran emigració d'equatorians va iniciar amb la crisi econòmica a l'Equador de 1998-1999, arribant al seu punt màxim a Espanya l'any 2005, amb mig milió d'equatorians (número sol superat pels immigrants marroquins en aquest any). A partir de llavors el nombre de residents equatorians a Espanya va descendir fins a l'actualitat.
El principal destí de tal emigració va ser Espanya per diverses causes: En primer lloc l'enduriment de la política migratòria als Estats Units des de 1993 (país que era destinació tradicional de la fins llavors poc nombrosa emigració equatoriana). Aquesta mesura estatunidenca va acréixer les dificultats, riscos i costos per a entrar en aquell país. Un altre motiu va ser la no exigència de visat d'entrada a Espanya per als equatorians entre octubre de 1963 i agost de l'any 2003, a més de la facilitat que el castellà com a idioma comú donava a l'immigrant. També cal tenir en compte el fàcil accés al mercat de treball degut a un conveni de doble nacionalitat existent entre tots dos països entre l'any 1965 i agost de l'any 2000, i la demanda contínua de personal estranger en treballs poc qualificats que eren els menys demandats pels espanyols, com l'agricultura, la construcció o el servei domèstic.

## Xifres
A l'agost de 2016 les persones inscrites en el cens dels consolats de l'Equador a Espanya eren 168.384. (77.621 homes i 90.703 dones) segons les dades del cens electoral oficial per a les eleccions legislatives de l'Equador de febrer de 2017.
Un percentatge significatiu dels migrants equatorians (38%) procedeixen de les ciutats de Quito i Guayaquil. Després de Quito i Guayaquil apareixen una sèrie de ciutats d'escala intermèdia a l'Equador: Loja, Ambato, Machala, Cuenca, Riobamba y Santo Domingo. Un altre grup representatiu segons dades de 2005, procedeix d'Otavalo, que es troba compost en la seva majoria per indígenes de llengua quítxua. S'exerceixen principalment com a comerciants de artesanias i productes tèxtils.
El Movimiento del Migrante, liderat per Luis Felipe Tilleria, estima que,l'1 de gener de 2021la major comunitat equatoriana resideix en la Comunitat de Madrid amb 128.974 persones, seguit de Catalunya amb 85.409, Comunitat Valenciana amb 44.241 i la Regió de Múrcia amb 38.360.
D'altra banda, la comunitat equatoriana d'Espanya és la més nombrosa d'Europa amb un padró electoral total de 230.000 persones.
Segons dades oficials espanyols, la comunitat equatoriana al gener de 2016 ocupava el sisè lloc amb relació a les nacionalitats de les persones estrangeres residents el país amb (158.967) sense comptar amb els qui tenen doble nacionalitat. Els primers llocs correspon a Romania (699.502 persones), Marroc (678.467), Regne Unit (297.000), Itàlia (192.053) Xina (171.508).

## Històric
El juny de 2004, segons estadístiques, hi havia 500.000 equatorians en tot Espanya quan en 1998 no arribaven tan si més no a 40.000. Entre aquests anys el col·lectiu equatorià va ser el que més va créixer en el conjunt de la immigració a Espanya i segons Walter Actis, del Col·lectiu IOE més del 60% els immigrants equatorians estaven sense papers. La gran migració d'equatorians a Espanya es va deure en part a la crisi econòmica a l'Equador de 1998-1999.

## Organitzacions
Asociación Rumiñahui, fundada en 1997 a Madrid com un dels pioners en l'organització i informació d'aquesta comunitat immigrant.
També existeix la Federació Nacional d'Associacions d'Equatorians a Espanya (FENADEE).

## Fluxos migratoris
| Immigració equatoriana a Espanya de 1998 a 2014 | Immigració equatoriana a Espanya de 1998 a 2014 | Immigració equatoriana a Espanya de 1998 a 2014 | Immigració equatoriana a Espanya de 1998 a 2014 | Immigració equatoriana a Espanya de 1998 a 2014 |
| ----------------------------------------------- | ----------------------------------------------- | ----------------------------------------------- | ----------------------------------------------- | ----------------------------------------------- |
| Any                                             | Residents                                       | Nacionalitzats                                  | Sense papers                                    | TOTAL                                           |
| 1998                                            | 7.046                                           | 1.016                                           | 23.832                                          | 31.894                                          |
| 1999                                            | 12.933                                          | 1392                                            | 56.000                                          | 70.325                                          |
| 2000                                            | 30.878                                          | 3.446                                           | 108.144                                         | 140.706                                         |
| 2001                                            | 84.699                                          | 4.429                                           | 174.823                                         | 261.716                                         |
| 2002                                            | 115.301                                         | 5.396                                           | 274.996                                         | 393.664                                         |
| 2003                                            | 174.289                                         | 6.353                                           | 301.410                                         | 482.051                                         |
| 2004                                            | 221.549                                         | 7.005                                           | 255.228                                         | 483.782                                         |
| 2020                                            | 416.347                                         |                                                 |                                                 |                                                 |
| 2022                                            | 416.347                                         |                                                 |                                                 |                                                 |

## Població estrangera de nacionalitat equatoriana a Espanya
| Gràfica d'evolució de Equatorians a Espanya entre 1998 i 2020                                                              |
| |
| Població (1998-2020) Població estrangera a Espanya de nacionalitat equatoriana segons l'Instituto Nacional de Estadística. |